# Carl Magee
Carlton Cole Magee, ou Carl Magee (né en Iowa en janvier 1872 et mort le 31 janvier 1946 à El Paso), était un avocat américain. Il est l'inventeur du premier parcmètre.